# Lennart Svedberg
Jan Lennart "Lill-Strimma" Svedberg (29. února 1944, Östrand – 29. července 1972, Sörberge) byl švédský lední hokejista, obránce. Se švédskou reprezentací získal stříbro na mistrovství světa 1969 a 1970, bronz si přivezl ze světových šampionátů 1965 a 1971. V roce 1970 byl vyhlášen nejlepším obráncem mistrovství. V letech 1969 a 1970 byl zařazen do all-stars. Zúčastnil se i olympijských her v roce 1968 (4. místo), i zde byl zařazen do ideálního týmu turnaje. Švédskou nejvyšší soutěž hrál za Timrå IK, Mora IK, Brynäs IF a Grums IK. S Brynäs se stal mistrem Švédska v roce 1964. Klub Timrå k jeho poctě vyřadil číslo 5 ze sady svých dresů. V roce 2012 byl uveden do švédské hokejové síně slávy. Zahynul ve 28 letech při autohavárii. Jeho vůz se střetl s autobusem.